# HAT-P-32
Désignations
HAT-P-32 est un système stellaire et planétaire de la constellation d'Andromède. Il est constitué d'au moins deux étoiles et d'une planète en orbite autour de l'étoile principale.

## Structure et membres

### HAT-P-32 A

#### HAT-P-32 Ab, Jupiter chaud
Une exoplanète tourne autour de l'étoile, désignée HAT-P-32 Ab.
| Planète    | Masse | Demi-grand axe (ua)       | Période orbitale (jours) | Excentricité    | Inclinaison | Rayon |
| ---------- | ----- | ------------------------- | ------------------------ | --------------- | ----------- | ----- |
| HAT-P-32 b | —     | 0,034 4 +0,000 4 −0,000 7 | 2,150 009                | 0,163 (± 0,061) |             |       |